# Caraipa aracaensis
Caraipa aracaensis är en tvåhjärtbladig växtart som beskrevs av K. Kubitzki. Caraipa aracaensis ingår i släktet Caraipa och familjen Calophyllaceae. Inga underarter finns listade i Catalogue of Life.